# Юнгинское сельское поселение
Ю́нгинское се́льское поселе́ние (чув. Юнкă ял тăрăхĕ) — муниципальное образование в составе Моргаушского района Чувашской Республики.
В Юнгинское сельское поселение входят 8 деревень. Население 2096 человек(на 1 января 2011 года).
Главой поселения является Фомин Валерий Витальевич.

## Организации
- СПКК " Юнга-Согласие "
- Юнгинский СДК
- МОУ " Юнгинская СОШ "
- МДОУ «Детский сад „Рябинушка“ № 5»
- Сярмыськасинский сельский клуб
- Юнгинская сельская библиотека
- Кубасинская сельская библиотека
- Юнгинский офис общей врачебной практики
- Первомайский ФАП
- Кубасинский ФАП
- Юнгинский ветеринарный участок
- Юнгинское отделение связи
- Филиал Сбербанка № 8613/044

### Населённые пункты
На территории поселения находятся следующие населённые пункты:
| Название    | Тип населённого пункта | Население |
| ----------- | ---------------------- | --------- |
| Юнга        | Село                   | 874       |
| Канаш       | Выселок                | 81        |
| Коминтерн   | Выселок                | 18        |
| Первое Мая  | Выселок                | 168       |
| Ёлкино      | Деревня                | 4         |
| Кубасы      | Деревня                | 389       |
| Сярмыськасы | Деревня                | 294       |
| Юнгапоси    | Деревня                | 273       |